# Abdullah el-Tell

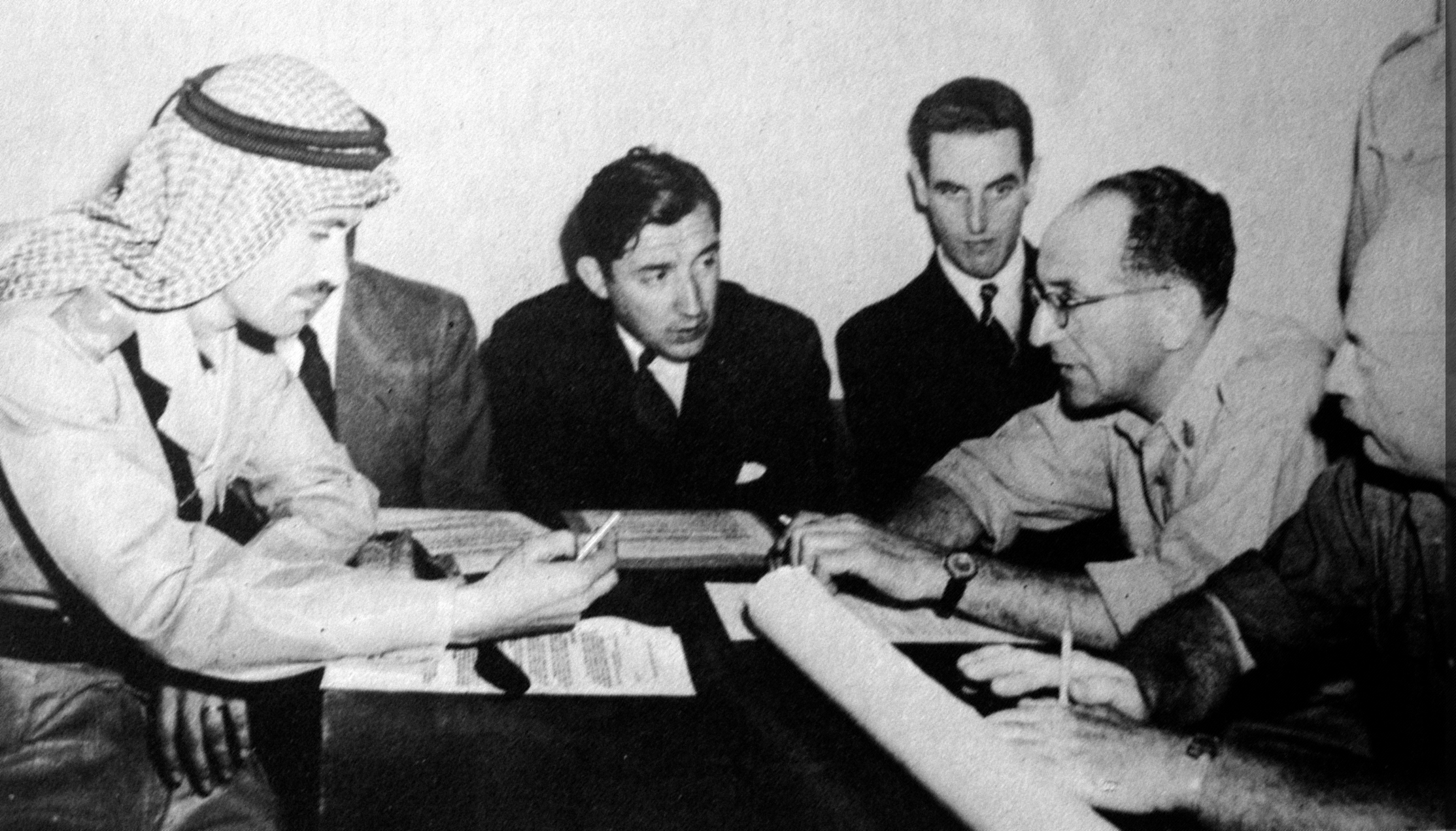
Abdullah el-Tell con David Salthiel durante la primera tregua de la guerra en 1948.

Abdullah el-Tell, o también Al-Tall o Tal, (en árabe: عبد الله التل‎), (Irbid, Imperio Otomano (hoy Jordania), 17 de julio de 1918 - ibíd, 13 de agosto de 1973) fue un militar jordano. Sirvió en la Legión Árabe durante la guerra árabe-israelí de 1948, al final de la cual fue nombrado Gobernador Militar de Jerusalén Este. Acusado y condenado a muerte por el asesinato del rey Abdalá I de Jordania en 1951, se exilió en El Cairo. Retornó a su país en 1965 tras el indulto que le otorgó el rey Hussein.

## Biografía
El-Tell sostenía que nació en el momento en el que las tropas otomanas abandonaban su ciudad natal en las postrimerías de la I Guerra Mundial y que su madre le sacó a la ventana para que las viera marchar. En su juventud fue detenido por los británicos, la nueva potencia ocupante de la región, por protestar contra su Mandato, pero acabó uniéndose a la Legión Árabe en 1942, financiada y mandada por ellos, participando en las acciones que aquella llevó a cabo durante la II Guerra Mundial.
A comienzos del conflicto entre judíos y árabes tras la Partición de Palestina se encontraba realizando un curso de Estado Mayor y en marzo de 1948 fue asignado al Estado Mayor de la 1.ª División en Sarafand, pero estuvo poco tiempo siendo asignado el 7 de abril a la defensa de los convoyes que transportaban munición y equipos para la Legión Árabe desde Rafah hasta Amán por la carretera de Jerusalén. Dichos convoyes eran hostigados desde  el asentamiento judío de Kfar Etzion situado entre Hebrón y Jerusalén, totalmente rodeado por poblaciones árabes y dentro del territorio asignado al Estado Árabe en la Partición. Kfar Etzion también se concebía como parte de la defensa de Jerusalén por parte de los judíos y David Ben Gurion había ordenado defenderlo a ultranza. En este periodo, la Legión Árabe operaba en Palestina bajo responsabilidad británica y tanto las órdenes del mando de la fuerza, el general John Glubb, como del rey Abdalá por la esperanza de este último en un arreglo diplomático que le otorgara la parte árabe del territorio, eran de no entrar en conflicto con las posiciones judías.
El 7 de mayo, El-Tell lanzó un ataque contra el asentamiento, pero una vez conseguida la apertura de la carretera, el general Glubb ordenó detener el ataque. El día 9 de mayo fue convocado a Amán por el rey Abdalá donde fue ascendido a Comandante y le fue asignado el mando del 6.º regimiento de la Legión Árabe en Jericó. Disgustado y convencido de que no poder dejar el enclave de Kfar Etzion en manos de los judíos en posición tan estratégica, se hizo ordenar el ataque mediante una estratagema: hizo que uno de sus capitanes provocase un enfrentamiento con los judíos y que no parase en todo el día de solicitar refuerzos alegando su mala situación. A última hora del día 12 de mayo, Glubb ordenó a El-Tell tomar el asentamiento principal de Kfar Etzion, lo que realizó el día 13, al finalizar el cual se produjo la masacre de Kfar Etzion.
El 17 de mayo, dos días después del fin del Mandato británico, el rey Abdalá le ordenó personalmente entrar en Jerusalén y tras un metódico asedio de diez días de lucha casa por casa, el 28 de mayo tomó el Barrio judío de la Ciudad Antigua de Jerusalén. El-Tell y dos oficiales de la  Haganah llegaron a un acuerdo de rendición por el que se tomaron como prisioneros todos los hombres combatientes, El-Tell no quiso hacer prisionera a ninguna mujer a pesar de saber que numerosas mujeres eran también combatientes, se evacuó el hospital y los heridos puestos bajo la custodia de la Cruz Roja y la evacuación de la población judía se llevó a cabo sin el menor incidente y sin ninguna víctima. El-Tell esperaba continuar la lucha en Jerusalén atacando la parte occidental de la ciudad pero esta vez Glubb se lo impidió teniendo que contentarse con un ataque artillero sobre los barrios judíos.
El 11 de junio se declaró la primera tregua del conflicto y ese día El-Tell fue ascendido a Coronel. Durante los siguientes días se reunió con David Shaltiel, el comandante de las fuerzas  defensoras judías para delimitar la línea del alto el fuego que separaría a ambos contendientes. Tras la ruptura de la primera y hasta la segunda y definitiva tregua, el 17 de julio, defendió la Ciudad Antigua del fuerte ataque israelí.
Después de la guerra, El-Tell fue nombrado Gobernador Militar de Jerusalén y se vio envuelto en las conversaciones que llevaron al armisticio entre Jordania e Israel en abril de 1949. En todo este proceso, a El-Tell le molestó especialmente la actitud obsequiosa del rey Abdalá ante los negociadores israelíes y su manifiesto interés en anexionarse la parte árabe de Palestina lo que le parecía una traición a la causa que había motivado la guerra.
Tras firmarse el armisticio, dimitió de su puesto y se exilió primero a Siria y después a Egipto, desde donde hizo notar su descontento con la actuación del rey Abdalá llegando a mostrar cartas que se cruzaron entre el rey y los negociadores israelíes y que había copiado secretamente. Tras el asesinato del rey en 1951, fue acusado de su organización y condenado a muerte in absentia ya que Egipto denegó su extradición, aunque siempre negó que hubiese querido su muerte. En 1959 publicó sus memorias, tituladas Karithat Falistin (La catástrofe de Palestina), donde da su particular visión nacionalista árabe de los hechos ocurridos durante la guerra con Israel en 1948 y donde insiste en el doble juego del rey Abdalá y le responsabiliza de la derrota de los árabes en dicha guerra.
En 1965 recibió un indulto por parte del rey Hussein y volvió a Jordania donde fue designado senador tras el asesinato de su pariente y Primer Ministro Wasfi el-Tell en 1971, desempeñando ese puesto hasta su fallecimiento en 1973.